# Llei orgànica de protecció de dades personals i garantia dels drets digitals
La Llei orgànica 3/2018, de 5 de desembre, de protecció de dades personals i garantia dels drets digitals és una llei orgànica de nivell estatal aprovada el novembre de 2018 que regula la privadesa. Entra en vigor a partir del 2019.
La norma implica principalment la derogació de l'anterior norma de protecció de dades personals més les modificacions a diverses altres normes jurídiques.

## Procés legislatiu
La llei fou aprovada primer el 18 d'octubre de 2018 fou aprovada al Congrés dels Diputats per unanimitat pel Partit Popular i el Partit Socialista Obrer Espanyol, car rebutjaren totes les esmenes.
Al Senat, hi votaren 220 vots a favor i 21 en contra. Els partits polítics Unidos Podemos, Compromís, Nueva Canarias i EH Bildu votaren en contra de la llei per l'Art. 58 bis que permet "enviar propaganda electoral als mòbils sense autorització". Unidos Podemos digué que recorreria al Tribunal Constitucional per obligar a canviar la llei.
El 21 de novembre del mateix any el Ple del Senat també l'aprovà, sense cap diferència respecte el projecte llei aprovat al Congrés.
El 6 de desembre fou publicada al Butlletí Oficial de l'Estat.

## Contingut de la llei
En el Títol X inclou una carta de drets digitals.

## Característiques de la llei
Algunes de les aportacions d'aquesta llei venen de compatibilitzar la legislació espanyola amb el Reglament General de Protecció de Dades.
La transparència que mostra el responsable del tractament de les dades es mostra segons capes, sent la primera una capa poc carregada d'informació requerida: s'identifica el "responsable, la finalitat del tractament i la possibilitat dels interessats d'exercir els seus drets".
Manté l'edat mínima de tractament de dades en 14 anys (al contrari que altres membres estats de la Unió Europea).
El Delegat de Protecció de Dades aclareix més les seues acreditacions.
Les dades de les persones difuntes podran ser accedides, rectificades i suprimides per familiars o gent amb interès legítim.
Reforça la privadesa en entorns laborals.
Les dades dels morosos amb deutes inferiors a 50 € serà prohibit incorporar-los a fitxers de dades.
Permet que els partits polítics envien propaganda electoral als telèfons mòbils sense que els seus usuaris n'hagen demanat.
La publicitat electoral dels grups polítics amb accés al cens electoral tindrà establert per defecte per a les persones que sí poden rebre-la, havent d'especificar explícitament que no la volen. Per a açò, l'Institut Nacional d'Estadística va establir un mecanisme mitjançant l'ús del certificat electrònic.

## Controvèrsies
Els Arts. 85, 93, 94 i 58 bis foren criticats negativament per activistes i especialistes de la llibertat d'expressió a l'Internet.